# Propriété de Daugavet
La propriété de Daugavet est une propriété en mathématiques, dans le domaine de l'analyse fonctionnelle.
Le résultat suivant fut mis en évidence par I. K. Daugavet en 1963 : pour tout opérateur compact {\displaystyle T} sur  l'espace de Banach {\displaystyle C([0,1])} des fonctions continues sur l'intervalle {\displaystyle [0,1]}, on a l'égalité {\displaystyle \|\operatorname {Id} +T\|=1+\|T\|} où {\displaystyle \operatorname {Id} } désigne l'identité sur X. Cette dernière équation est connue sous le nom de équation de Daugavet.
Jusqu'à la fin des années 1990, on cherche à étendre cette propriété à d'autres classes d'opérateurs ou à d'autres types d'espaces. Citons par exemple les espaces de Lebesgue L1[0,1] et L∞[0,1]. C'est à la suite d'un article de P. Wojtaszczyk qu'on donne la définition d'espace ayant la propriété de Daugavet. On peut alors caractériser celle-ci (propriété qui concerne les opérateurs) de manière géométrique. Cela permet de montrer par exemple que l'espace {\displaystyle C([0,1])} n'a pas de base inconditionnelle.

## Définition
Soit X un espace de Banach. On dit que X a la propriété de Daugavet si l'équation 
{\displaystyle \|\operatorname {Id} +T\|=1+\|T\|}
est vérifiée pour tout opérateur borné T de rang 1.
Rappelons qu'un opérateur T de rang 1 s'écrit de la forme 
{\displaystyle Tx=\varphi (x)x_{0}} pour tout x dans X
avec {\displaystyle x_{0}\in X} et {\displaystyle \varphi \in X^{*}}, où X* désigne l'espace dual de X.
Notons que, du fait de la non-linéarité de la norme, il n'est pas clair que l'équation de Daugavet s'étende des opérateurs de rang 1 aux opérateurs de rang fini. Cependant, il s'avère que si X a la propriété de Daugavet, alors l'équation {\displaystyle \|\operatorname {Id} +T\|=1+\|T\|} est vérifiée pour chaque opérateur compact T sur X. En fait, cela reste vrai même pour les opérateurs faiblement compacts, c'est-à-dire pour les opérateurs dont l'image de la boule unité fermée est relativement compacte pour la topologie faible.

## Exemples
Les espaces de Banach suivants ont la propriété de Daugavet :
- l'espace {\displaystyle C(K)} des fonctions continues sur K,où K est un espace topologique compact séparé sans point isolé ;
- les espaces de Lebesgue {\displaystyle L^{1}(\mu ),L^{\infty }(\mu )} pour une mesure {\displaystyle \mu } non atomique ;
- l'algèbre du disque {\displaystyle A(\mathbb {D} )=\{f:\mathbb {D} \to \mathbb {C} ,\ f\ {\text{continue sur}}\ {\overline {\mathbb {D} }},\ f\ {\text{holomorphe sur}}\ \mathbb {D} \}} muni de la norme {\displaystyle \|f\|_{\infty }=\sup _{|z|=1}|f(z)|} ;
- l'espace de Hardy du disque {\displaystyle H^{\infty }(\mathbb {D} )=\{f:\mathbb {D} \to \mathbb {C} ,f\ {\text{holomorphe bornee sur}}\ \mathbb {D} \}} muni de la norme {\displaystyle \|f\|_{\infty }=\sup _{|z|<1}|f(z)|}.

## Contrexemples
Les espaces de Banach suivants n'ont pas la propriété de Daugavet : 
- les espaces de dimension finie ;
- les espaces de suites c0, ℓp (1 ≤p ≤∞) ;
- les espaces {\displaystyle L^{p}(\mu )}, 1 < p < ∞.

## Quelques propriétés

### Liens avec la dualité
Avoir la propriété de Daugavet entraine certaines restrictions vis-à-vis de la dualité. Notamment, un espace ayant la propriété de Daugavet ne peut pas être réflexif. En particulier, ni les espaces de dimension finie, ni les espaces de Hilbert, ni les espaces {\displaystyle L^{p}} n'ont la propriété de Daugavet.
De plus, si X a la propriété de Daugavet, alors l'espace dual X* de X n'est pas séparable, ce qui exclut la possibilité pour c0 d'avoir la propriété de Daugavet, car c0* = ℓ1.
Enfin, il est clair que si X est tel que X* a la propriété de Daugavet, alors X aussi. L'espace ℓ1 étant le dual de c0, il n'a pas la propriété de Daugavet. Le fait que (ℓ1)* =ℓ∞  implique que l'espace ℓ∞ n'a pas la propriété de Daugavet non plus.

### Base inconditionnelle
Une base de Schauder d'un espace de Banach X est une suite {\displaystyle (e_{n})_{n\geq 0}} d'élément de X telle que chaque élément x de X s'écrit de manière unique sous la forme
{\displaystyle x=\sum _{n=0}^{\infty }x_{n}e_{n},\ x_{n}\in \mathbb {C} }.
Si de plus la convergence de la série est inconditionnelle, on dit que la base est inconditionnelle.
Ni {\displaystyle C([0,1])} ni {\displaystyle L^{1}([0,1])} n'ont de base inconditionnelle. V. Kadets a montré en utilisant un argument très simple qu'un espace de Banach séparable ayant la propriété de Daugavet n'avait pas de base inconditionnelle. Pour les espaces {\displaystyle C([0,1])} et {\displaystyle L^{1}([0,1])}, on a un résultat plus fort, à savoir qu'ils ne se plongent pas dans un espace ayant une base inconditionnelle. En fait, aucun espace ayant la propriété de Daugavet ne se plonge pas dans un espace ayant une base inconditionnelle.

### Copies de ℓ1
On dit qu'un espace de Banach X contient une copie de ℓ1 s'il contient un sous-espace fermé isomorphe à ℓ1. Si X a la propriété de Daugavet, alors on montre que X contient une copie de ℓ1. Ce résultat permet de montrer que les espaces ayant la propriété de Daugavet ne sont pas réflexifs (sinon ℓ1 serait réflexif, ce qui est faux).
Soit T un opérateur qui agit sur un espace X ayant la propriété de Daugavet. On dit que T fixe une copie de ℓ1 s'il existe un sous-espace fermé E de X isomorphe à ℓ1 tel que la restriction de T à E soit un isomorphisme de E sur T(E). Sinon, on dit que T ne fixe pas de copie de ℓ1. Il a été montré par R. Shvidkoy que si X a la propriété de Daugavet, et si T est un opérateur sur X qui ne fixe pas de copie de ℓ1 , alors 
{\displaystyle \|\operatorname {Id} +T\|=1+\|T\|}.
Ce résultat donne une classe d'opérateurs vérifiant l'équation de Daugavet autre que celle des opérateurs faiblement compacts.

### Passage de la propriété à certains sous-espaces
Soit X un espace ayant la propriété de Daugavet. Il est clair que la propriété de Daugavet ne passe pas aux sous-espaces de X en général (par exemple, les sous-espaces de dimension finie de X n'ont pas la propriété de Daugavet).  Il s'avère que la propriété de Daugavet se transmet à de « gros » sous-espaces en un sens. En effet, si Y est un sous-espace fermé de X, alors Y a la propriété de Daugavet dans l'un des cas suivants :
- Y est de codimension finie dans X ;
- l'espace quotient X/Y ne contient pas de copie de ℓ1 ;
- l'espace dual (X/Y)* est séparable.